# مكتب افتراضي
يوفر المكتب الافتراضي خدمات العنوان (وأحيانًا الاتصال) مقابل رسوم، دون توفير مكان مخصص للمكاتب. [1] وهو يختلف عن «مراكز الأعمال المكتبية» أو «الأجنحة التنفيذية»، التي توفر مساحة مكتبية فعلية و/أو غرف اجتماعات.

## التاريخ
جاءت فكرة المكتب الافتراضي من مزيج من الابتكار التكنولوجي وعصر المعلومات. هذا المفهوم له جذور في الحياة قبل (وحتى أثناء) الثورة الصناعية، حيث تم رسم أوجه الشبه لأساليب العمل الحالية، خاصة العمل من المنزل. [2] مفهوم المكتب الافتراضي هو تطور صناعة الأجنحة التنفيذية. ومع ذلك، فإن عدم مرونة عقد إيجار مجموعة تنفيذية لا يعمل مع العديد من نماذج الأعمال ويساعد على تحفيز مفهوم المكتب الافتراضي. [3]

## خدمات
يشير مصطلح «المكتب الافتراضي» إلى استخدام الفضاء، ولكن التطبيق الكامل قد يشمل الاتصالات الحية المهنية. [4]
- خدمات الاتصالات

1. موظف استقبال عن بعد: يعمل فريق من العاملين في بيئة مكتبية عن بعد، باستخدام برنامج حاسب آلي عالي التقنية، ليحل محل موظف استقبال تقليدي.
2. المساعد الافتراضي: غالباً ما يكون المساعد الافتراضي «نسرًا وحيدًا» يعمل من المنزل، والذي نادراً ما يلتقي بزبائنه وجهًا لوجه. لا يستطيع المساعد الافتراضي عادةً الوصول إلى برنامج CTI. معدلات التشغيل 25 دولار في الساعة وأكثر. [5]
3. تعمل خدمات الرد/ مراكز الاتصال من موقع مركزي لغرض استلام وإرسال عدد كبير من الطلبات عبر الهاتف. يندب المستخدمون مشاكل الأمن، [6] الموظفين غير الشخصيين [7] مع معدل دوران مرتفع، وحواجز لغوية، وأخطاء في الترجمة، وصورة أقل احترافية. عند اختيار خدمة الرد، ابحث عن واحدة في بلدك بحيث لا توجد حواجز لغوية.
4. البريد الصوتي عبارة عن تقنية منخفضة التكلفة تقوم بتخزين الرسائل الصوتية إلكترونيًا. تسمح التطورات الحديثة في التكنولوجيا بتحويل رسائل البريد الصوتي إلى البريد الإلكتروني مما يجعل استرجاع الرسائل أكثر ملاءمة لأصحاب الأعمال. في تطبيقات خدمة العملاء، توجد قيود على البريد الصوتي. تستخدم لخدمة العملاء، وأصبح البريد الصوتي مرادفا للإحباط. حيث وصل كم الشكاوى إلى درجة السخرية على تجربة البريد الصوتي. تظهر الدراسات أيضًا أن ما يصل إلى 75٪ من المتصلين يتوقفون عند الرد على مكالمتهم.
5. مساحة المكتب الافتراضية: يمنحك المكتب الافتراضي فرصة لامتلاك عنوان مرموق رفيع المستوى في مدينة من اختيارك، في جزء صغير من تكلفة الشراء أو التأجير لمثل هذا العنوان.
6. خدمة الرد على الهاتف: تساهم خدمة الرد على الهاتف في المكتب الافتراضي في سد الفجوة بينك وبين عملائك العديدين.

- الخدمات المساحية

1. عنوان احترافي: مبنى مرموق لاستخدامه كعنوان تجاري. [8] يخفف العنوان المهني من مخاوف الخصوصية والأمن الشخصي في إدارة الأعمال المنزلية. [9] يمكن للمستخدم التوسع في أسواق جديدة من خلال الاستفادة من مزود مواقع متعددة لإنشاء وجود المهنية في أسواق النمو المطلوب.
2. عنوان المراسلة: يمكن استخدام العنوان المهني لقبول البريد وإرساله وإعادة توجيهه بدون دلالات صندوق البريد. وبموجب قانون الولايات المتحدة، يجب الإشارة بوضوح إلى صندوق بريد، وبالتالي لن يكون مفيدا لمعظم الشركات في هذا الصدد. بعض موفري VO يوفرون 24/7 الوصول إلى صناديق البريد المخصصة والمقفلة بشكل فردي. يتيح ذلك لموظفي مستخدم VO أن يكون لهم موقع مركزي كوسيلة ملائمة للنقل الآمن للمستندات الورقية 24/7. قد يخضع مزود خدمة البريد فقط إلى لوائح USPS CMRA. [10]
3. فتح فحص المغلف: يقوم المعالج بفتح البريد ومسح محتوياته أو إرساله عبر البريد الإلكتروني أو نقل المستندات الرقمية إلى نظام تخزين الملفات المستند إلى مجموعة النظراء والذي يمكن للمستخدمين الوصول إليه على الفور. ثم يتم تمزيق البريد الفعلي المفتوح ما لم يتم طلب المزيد من التخزين. [11]
4. مجاملات الاستقبال: يمكن لمتلقي الاستقبال في عنوان العمل استلام وتسجيل أيام الليل والتسليمات والطرود الواردة وتقديم خدمات تسليم / استلام المستندات. [بحاجة لمصدر] قد يكون الشهود والموثقون في الموقع متاحين، اعتمادًا على مقدم الخدمة.
5. مساحة اجتماعات الأعمال: الاستخدام حسب الطلب (كل ساعة، يومية أو أسبوعية) لغرف الاجتماعات والمكاتب للاجتماعات. يمكن استئجار مساحة للاجتماع في وقت قصير.

مساحة العمل العادية - كبديل عن الانحرافات عن العمل المشترك أو الانقطاعات في المكتب المنزلي، تتوفر مساحة المكتب على أساس عرضي أو «إسقاط»، إما كل ساعة أو يومية أو شهرية.
جناح تنفيذي - نسبة صغيرة من مستخدمي VO يستأجرون مساحة بدوام كامل. [12]
1. وسائل الراحة في الموقع: سوف يوفر مكتب افتراضي كامل الخدمات إنترنت عريض النطاق وطابعة ناسخة للفاكس وميزات متقدمة للهاتف ومكالمات جماعية ومؤتمرات عبر الفيديو ومطبخ صغير ومنطقة لوبي / انتظار تستحق الزيارة.
2. حل المكتب الافتراضي: يوفر حل المكتب الافتراضي مزايا مزدوجة في أي مدينة تحتاج إليها وعنوانًا تجاريًا مرموقًا من شأنه أن يؤدي إلى تهميش الفجوة الناتجة عن قيمة العلامة التجارية.

موظف استقبال ظاهري مباشر - خدمة الرد الافتراضي هي نظام آلي مع موظف استقبال ظاهري مباشر. يمكن الاستمتاع بهذا النوع من الخدمات دون شراء معدات باهظة الثمن.
خدمات أخرى - قد تشمل الخدمات الأخرى إنشاء موقع على شبكة الإنترنت، وبطاقات العمل، ومشاورات المحامين.